# Bränningstjärnen
Bränningstjärnen är en sjö i Arvika kommun i Värmland och ingår i Göta älvs huvudavrinningsområde. Sjöns area är 0,015 kvadratkilometer och den är belägen 276 meter över havet.